# お見合い放浪記
『お見合い放浪記』（おみあいほうろうき）はNHKで2002年10月7日から11月7日にかけて放送されたテレビドラマ。原案は阿川佐和子のエッセイ「阿川佐和子のお見合い放浪記」。

## キャスト
- 永澤由寿：水野真紀
- 鳥居清美（由寿の叔母）：吉田日出子
- 桜木あおい：鈴木砂羽
- 千葉博巳：賀集利樹
- 亀山智之：宅麻伸
- 永澤純子（由寿の母）：赤座美代子
- 永澤正秀（由寿の父）：清水絋治
- 伊崎尚人：沢村一樹
- 北川幸雄：渡辺いっけい
- 柏原亮平：川平慈英
- 鶴見聡史：吹越満
- 小池昌彦：小林すすむ
- 磯崎弥生：石井トミコ

## 主題歌
- 「微笑みのひと」今井美樹

## スタッフ
- 脚本：大森美香
- 演出：片岡敬司、石井てるよし
- 音楽：本多俊之
- 共同制作：NHKエンタープライズ21、PDN
- 制作･著作：NHK

## サブタイトル
1. 待ちぼうけのねむり姫
2. 白雪姫に毒リンゴを
3. 赤ずきんちゃんの不倫
4. 走れ！シンデレラ
5. 赤い糸の王子様を探して